# János Wenk
János Wenk (* 24. April 1894 in Csaca; † 17. Oktober 1962 in Budapest) war ein ungarischer Schwimmer und Wasserballspieler.

## Karriere
Wenk begann seine sportliche Karriere im Alter von 13 Jahren. 1912 nahm er zum ersten Mal an Olympischen Spielen teil. In Stockholm erreichte er im Wettbewerb über 100 m Rücken in seinem Vorlauf die zweitschnellste Zeit, rückte aufgrund seiner Disqualifikation hinsichtlich falscher Technik aber nicht in das Halbfinale vor. Für die Disziplin 200 m Brust war der Sportler ebenfalls gemeldet, trat aber nicht an. Mit der ungarischen Wasserballnationalmannschaft bestritt er im Rahmen dieser Spiele das erste Länderspiel und erreichte den fünften Rang. 1924 war er ein weiteres Mal Teilnehmer von Olympischen Wettkämpfen. In Paris wurde er mit der Wasserballmannschaft erneut Fünfter. In den Jahren 1926 und 1927 gewann er mit der ungarischen Nationalmannschaft die Europameisterschaft im Wasserball. 1928 sollte er ein drittes Mal an Olympia teilnehmen. Trotz der Meldung für die Wasserballmannschaft trat er in Amsterdam aber nicht an.
Insgesamt absolvierte der Ungar zwischen 1912 und 1927 37 Länderspiele für die Wasserballnationalmannschaft seines Heimatlandes. Zusätzlich gewann er auf nationaler Ebene mit der Mannschaft von Ferencvárosi TC zwölf Meistertitel im Wasserball zwischen 1910 und 1927 und errang fünf Individualtitel im Schwimmen. Nach dem Ende seiner sportlichen Laufbahn arbeitete er als Sozialversicherungsbeamter.
Sein Schwager Tibor Fazekas nahm bei den Olympischen Spielen 1912 und 1924 gemeinsam mit ihm an den Wasserballwettbewerben teil.